# Mesopodopsis africana
Mesopodopsis africana är en kräftdjursart som beskrevs av O. Tattersall 1952. Mesopodopsis africana ingår i släktet Mesopodopsis och familjen Mysidae. Inga underarter finns listade i Catalogue of Life.